# 德拉加什市镇
德拉加什市镇（羅馬化：Opština Dragaš），是科索沃普里茲倫區的一个市镇，行政中心为德拉加什。市镇总面积为435平方公里，人口数量为33,997人（2011年）。